# Gamma
La gamma és la tercera lletra de l'alfabet grec. S'escriu en majúscula: Γ; en minúscula: γ. Té un valor numèric de 3.
- Matemàtiques:
  - Funció gamma.
  - Distribució gamma.
- Física:
  - en minúscula: símbol del fotó.
  - en minúscula, fotó d'ona molt curta, produït en les desintegracions radioactives dels àtoms.
  - en majúscula, Manuel Castañs i J. A. Beñincón postulen la constant dinàmica Γ que relaciona la força amb el canvi del moment lineal.
  - 1 gamma és una unitat de la densitat de flux magnètic. 1 gamma=10−9 tesla o 1 nanotesla.
  - en minúscula, representa el pes específic d'una substància.
- Rajos gamma
- Les ones Gamma cerebrals:

Són un tipus d'electroencefalografia que se situa al voltant dels 40 hertzs.
- Enginyeria:
  - en majúscula: símbol del parell motor
- Fotografia:
  - La correcció gamma en fotografia, televisió i pantalles d'ordinador. Gamma és l'exponent en una relació entre valors de video o píxels i la il·luminació que mostra. En fotografia és el pendent de la corba de la densitat de la pel·lícula fotografica (log(opacitat)) amb el log de l'exposició (corba de Hurter-Driffield), en la secció recta de la corba característica.
- En L'AFI representa el so d'una fricativa velar sonora